# زاره موتافیان
زاره موتافیان (ارمنی: Զարեհ Մութաֆյան؛ ۱۵ مارس ۱۹۰۷ – ۱۱ مهٔ ۱۹۸۰) یک نقاش ارمنی-فرانسوی بود.

## زندگی‌نامه
وی در صامسون در ساحل دریای سیاه به دنیا آمد. وی تنها فرد خانواده‌اش بود که در نسل‌کشی ارمنی‌ها در سال ۱۹۱۵ نجات یافت. در سال ۱۹۲۷ در آکادمی هنری بررا نام‌نویسی کرد. در سال ۱۹۳۹ به پاریس نقل مکان نمود. وی پدر کلود موتافیان، تاریخ‌نگار می‌باشد. تحت تأثیر بونار، ماتیس و نقاشان پست‌امپرسیونیست وی آثار خویش را به‌طور منظم از دهه ۱۹۵۰ تا زمان مرگش در نمایشگاه‌های سراسر جهان در فرانسه، ایالات متحده آمریکا و اتحاد شوروی پیشین به نمایش می‌گذاشت. نقاشی‌های وی در مجموعه‌های خصوصی و بعلاوه نگارخانه ملی ایروان گردآوری آورده شده‌است. بعلاوه وی همچنین چندین مقاله و کتاب به زبان ارمنی دربارهٔ تاریخ نقاشی، زیبایی‌شناسی و مسائل مربوط به ارمنستان به رشته تحریر درآورده است که بیشتر آنها در مجموعه تحت عنوان کتاب فرانسوی-ارمنی Chant d'Arménie گردآوری شده‌است و در سال مرگش به چاپ رسید. آخرین نمایشگاه وی در روزهای ۵ تا ۲۵ مه ۲۰۱۳ در تالار شهر محله پنجم پاریس، جنب پانتئون برگزار شد.

## نگارخانه

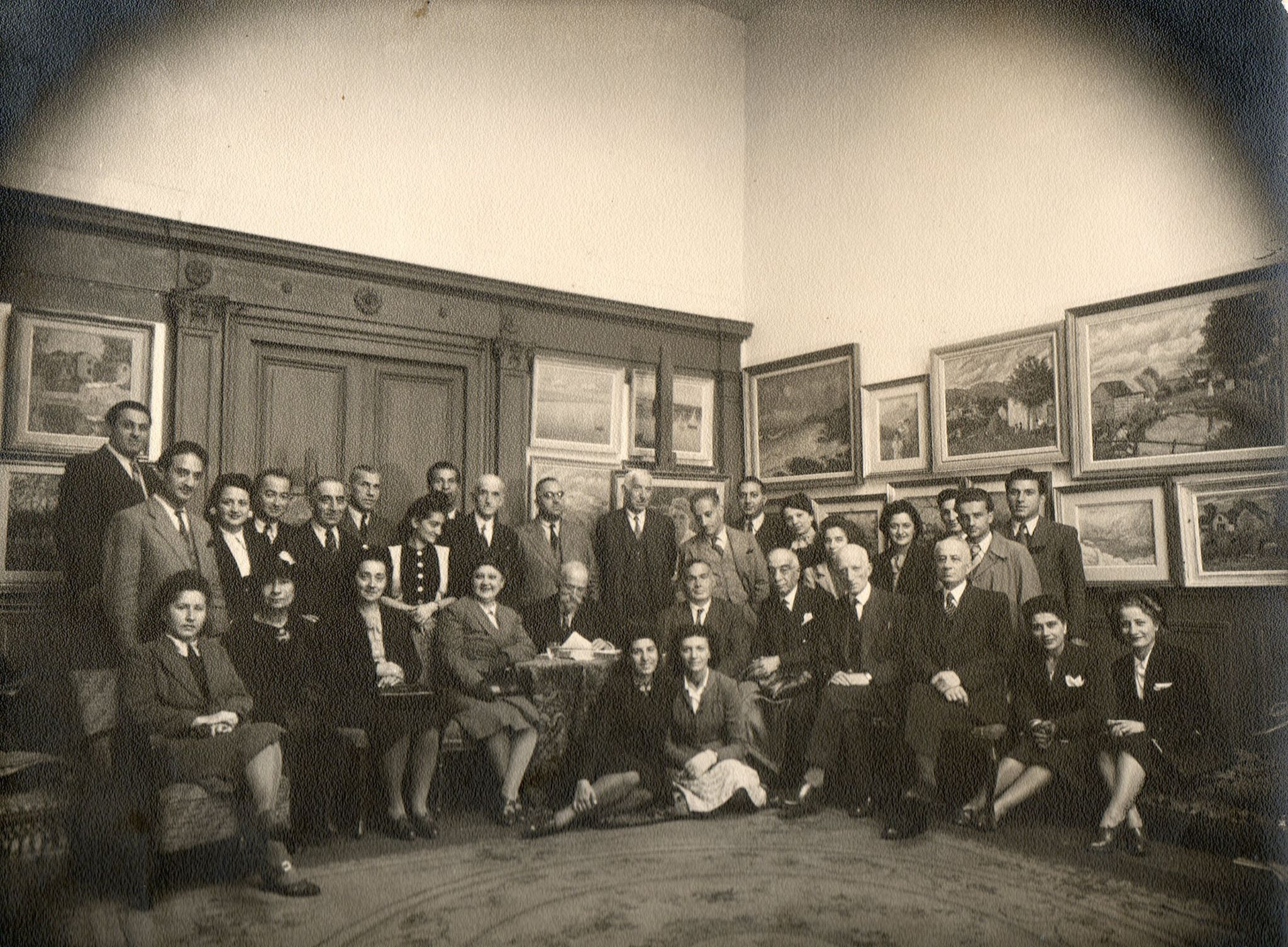
موتافیان